# Mingijan Semjonov
Mingijan Arturovič Semjonov, rusky Мингиян Артурович Семёнов (* 11. června 1990 Kalmycká republika, SSSR) je ruský zápasník a olympionik. Na Letních olympijských hrách 2012 v Londýně vybojoval bronzovou medaili v řecko-římském zápase ve váhové kategorii do 55 kilogramů bronzovou medaili, za což obdržel titul Hrdina Kalmykie. Jeho dvojče Sanal Semjonov je také zápasník.

## Život
V roce 2012 na Institutu fyzické kultury, sportu a turismu na Sibiřské federální univerzitě.